# Thomas Schöck
Thomas Albrecht Heribert Schöck (* 1948) ist ein deutscher ehemaliger Universitätsbeamter.

## Werdegang
Schöck studierte Rechts- und Wirtschaftswissenschaften und war anschließend wissenschaftlicher Assistent am Lehrstuhl für Deutsches und Internationales Steuerrecht, Finanz- und Haushaltsrecht der Universität Erlangen-Nürnberg.
Nach Tätigkeit im Bayerischen Staatsministerium der Finanzen und in der Bayerischen Staatskanzlei war er von 1988 bis 2014 Kanzler der Universität Erlangen-Nürnberg.
Von Oktober 1996 bis September 1999 war er Landessprecher der Kanzler der bayerischen Universitäten, von 1999 bis 2000 stellvertretender Sprecher und von Oktober 2000 bis September 2003 Sprecher der Kanzlerinnen und Kanzler der deutschen Universitäten.

## Ehrungen
- 2008: Verdienstkreuz am Bande der Bundesrepublik Deutschland